# بيتر فاهي
بيتر فاهي (بالإنجليزية: Peter Fahy)‏ هو ضابط شرطة بريطاني، ولد في 18 يناير 1959 في لندن في المملكة المتحدة.